# Ochna staudtii
Ochna staudtii är en tvåhjärtbladig växtart som beskrevs av Ernest Friedrich Gilg. Ochna staudtii ingår i släktet Ochna och familjen Ochnaceae. Inga underarter finns listade i Catalogue of Life.